# Фрајберг (Мејн)
Фрајберг (енгл. Fryeburg) насељено је место без административног статуса у америчкој савезној држави Мејн.

## Демографија
По попису из 2010. године број становника је 1.631, што је 82 (5,3%) становника више него 2000. године.
| Група             | 2000.         | 2010.         |
| Белци             | 1.521 (98,2%) | 1.456 (89,3%) |
| Афроамериканци    | 5 (0,3%)      | 12 (0,7%)     |
| Азијати           | 0 (0,0%)      | 90 (5,5%)     |
| Хиспаноамериканци | 5 (0,3%)      | 37 (2,3%)     |
| Укупно            | 1.549         | 1.631         |